# Diacétoxyscirpenol
Le diacétoxyscirpenol est une mycotoxine de la famille des trichothécènes. Elle est produite par Fusarium sambucinum.